# オクレリズマブ

オクレリズマブ(Ocrelizumab) は ヒト化 抗CD20 モノクローナル抗体である。成熟した Bリンパ球 の表面に発現したCD20に対し活性を持ち、免疫抑制剤 として開発されている。多発性硬化症に対し ホフマン–ラ-ロシュ社の特定子会社である ジェネンテック社と Biogen Idecにより開発が進められている。

## 臨床試験
第III相 臨床試験 が、 関節リウマチ
や ループス・エリテマトーデス に対して行われていた。また第II相臨床試験が 多発性硬化症 (MS)
および 血液悪性腫瘍に対して進められている。
2010年、ロシュ社は臨床試験で関節リウマチとループス・エリテマトーデスにおいて、 日和見感染症でによる超過死亡がみられたため、開発を中止した。 米食品医薬品局（FDA）は2017年3月29日、多発性硬化症の治療薬として承認した。適応は、成人における再発型多発性硬化症および一次進行型多発性硬化症（PPMS）。PPMSの適応を持つ薬剤としては、FDA初の承認薬である。